# Vũ Quốc Bình

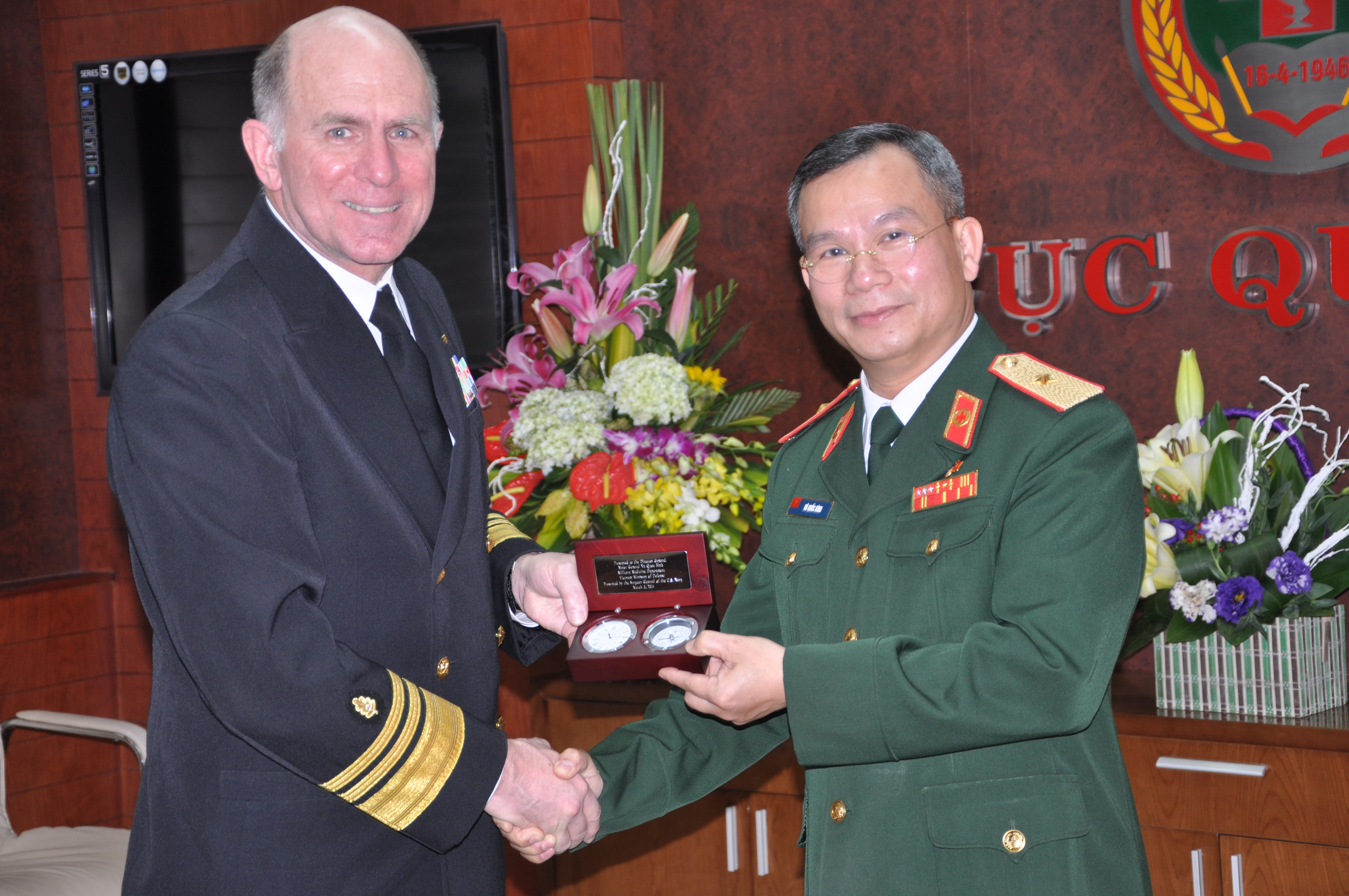
Phó Đô Đốc Matthew Nathan và Thiếu Tướng Vũ Quốc Bình trao đổi quà tại Hà Nội, Ngày 1 tháng 3 năm 2024

Vũ Quốc Bình  là một sĩ quan cấp cao trong Quân đội nhân dân Việt Nam, hàm Thiếu tướng, Cục trưởng Cục Quân y (2010-2017)

## Thân thế sự nghiệp
- 1997-1999, bổ nhiệm giữ chức Phó Viện trưởng Viện Lâm sàng các bệnh Truyền nhiễm, Bệnh viện Trung ương Quân đội 108[2]
- 2006-2009, đảm nhiệm chức vụ Giám đốc Bệnh viện 354[3]
- 2009-2010, đảm nhiệm Phó Cục truởng Cục Quân y, Bộ Quốc phòng
- 2010-2017 đảm nhiệm Cục trưởng Cục Quân y, Bộ Quốc phòng
- Thiếu tướng (2011)